# Норт Бруксвил (Флорида)
Норт Бруксвил (енгл. North Brooksville) насељено је место без административног статуса у америчкој савезној држави Флорида.

## Демографија
По попису из 2010. године број становника је 3.544, што је 2.083 (142,6%) становника више него 2000. године.
| Група             | 2000.         | 2010.         |
| Белци             | 1.299 (88,9%) | 3.098 (87,4%) |
| Афроамериканци    | 80 (5,5%)     | 221 (6,2%)    |
| Азијати           | 11 (0,8%)     | 13 (0,4%)     |
| Хиспаноамериканци | 44 (3,0%)     | 165 (4,7%)    |
| Укупно            | 1.461         | 3.544         |